# John Graham (Musikproduzent)
John Graham ist ein britischer DJ und Musikproduzent im Bereich der progressiven Trance- und Housemusik. Er ist vor allem unter dem Pseudonym Quivver bekannt sowie als ehemaliges Mitglied des Projekts Tilt. Weitere Pseudonyme von ihm sind Space Manoeuvres, Stoneproof, Skanna und Globe.

## Biografie
John Graham startete seine musikalische Karriere unter dem Pseudonym Skanna und produzierte in den frühen 90er-Jahren einige Tracks im Bereich Hardcore, Jungle und Drum and Bass. Unter dem Pseudonym Quivver veröffentlichte Graham 1994 die Singles „Saxy Lady“ und „Twist & Shout“ und hatte mit ersterem seinen ersten Charterfolg.
1995 kam Quivver bei Paul Oakenfolds Label Perfecto unter Vertrag, wo er „Believe In Me“ herausbrachte und zusammen mit Michael Parks und Michael Wilson als Tilt zu produzieren begann. Das Trio hatte in den späten 90er-Jahren mehrere sehr erfolgreiche Singles und erreichte mit „Invisible“ sogar die Top 20 in den britischen Singlecharts.
Im Jahr 1999 verließ Graham das Projekt Tilt, um eine Solokarriere zu verfolgen. Als Stoneproof veröffentlichte er die erfolgreiche Single „Everything's Not You“ und bald darauf erschien „Stage One“ unter dem Pseudonym Space Manoeuvres auf dem Musiklabel Hooj Choons. Beide Singles waren äußerst erfolgreich und kamen in die UK-Singlecharts.
Sein Debütalbum Oid erschien 2005 unter dem Pseudonym Space Manoeuvres. 2008 folgte sein zweites Album Dirty Nails and Vapour Trails, das er als Quivver herausbrachte.

## Diskographie

### Album
- 2005: Space Manoeuvres - Oid
- 2008: Quivver - Dirty Nails and Vapour Trails
- 2018 Quivver - ReKonstruct

### Singles
als Skanna
- 1992: Intimidator
- 1993: Heaven EP
- 1993: Night Stalker EP
- 1993: The Future
- 1993: Until the Night Is Morning
- 1994: All You Wanted
- 1994: The Greatest Thing
- 1995: Find Me

als Quivver
- 1994: Saxy Lady
- 1994: Twist & Shout
- 1995: Believe in Me
- 1997: Extra Time
- 2000: One Last Time
- 2000: She Does
- 2002: Boz Boz
- 2003: Daylight
- 2004: Cold Rush
- 2004: These Are the Days
- 2005: Loveless
- 2006: Not Givin Up
- 2007: Dancing in Dark Rooms
- 2007: Digital Music
- 2008: 2 Notes n’ a Beat
- 2008: Chasin’ a Feeling
- 2008: Surin
- 2008: Tick Tick
- 2009: Sludge
- 2010: Two Burn
- 2010: Yeah Yeah

als Stoneproof
- 1998: Everything’s Not You

als Space Manoeuvres
- 1998: Stage One
- 2004: Quadrant Four
- 2006: Zone Two
- 2007: Debris EP
- 2008: Octobot

### Remixe (Auswahl)
- 1995: Simply Red – Fairground
- 1995: Judy Cheeks – Reach
- 1996: Robert Miles feat. Maria Nayler – One & One
- 1997: Kylie Minogue – Some Kind of Bliss
- 1998: Culture Club – Do You Really Want To Hurt Me
- 1998: Culture Club – I Just Wanna Be Loved
- 1999: BT – Mercury and Solace
- 1999: Mike Koglin – On My Way
- 2002: Tiësto feat. Suzanne Palmer – 643 (Love’s On Fire)
- 2002: Way Out West feat. Kirsty Hawkshaw – Stealth